# Barely Lethal - 16 anni e spia
Barely Lethal - 16 anni e spia (Barely Lethal) è un film del 2015 diretto da Kyle Newman.

## Trama
Le giovani orfane della Prescott Academy gestita dal governo vengono addestrate per diventare agenti operativi sul campo. La loro regola numero uno, insegnata dall'istruttore Hardman, è "niente legami". Le abilità principali dell'agente 83 sono rivaleggiate dall'agente 84. 83 è curioso del mondo, impara la cultura degli adolescenti attraverso le riviste e guarda Mean Girls e Beverly Hills, 90210.
Hardman assegna agli orfani il compito di catturare Victoria Knox, una trafficante d'armi. Sotto copertura in Cecenia, 83 si atteggia a una di quelle catturate e portate dinnanzi a lei. Si aggancia con Knox al jet di passaggio di Hardman, ma 83 cade in un fiume mentre Knox viene arrestata, facendo sì che Hardman ne dichiari la scomparsa. 83 adotta il nome Megan, si atteggia a studentessa canadese e arriva a Newtown, Connecticut, per vivere con la sua famiglia ospitante, i Larson. La signora Larson e suo figlio Parker accolgono Megan, ma Liz, sua figlia, è fredda e distante. Megan viene presa in giro a scuola, lasciando sia lei che Liz in imbarazzo. Presto fa amicizia con Roger, un compagno di classe, e si sente attratta da Cash, uno studente popolare, hackerando il sistema della scuola per assegnargli il ruolo di partner di laboratorio di biologia.
Cindy e Donna, bulle popolari, convincono Megan a provare come mascotte della scuola. Quando gli studenti di una scuola rivale seguono la tradizione e cercano di rapire la mascotte della Newton High da una partita, lei li combatte, con un video delle sue azioni che diventa virale. Le fa guadagnare un po' di popolarità mentre infastidisce Liz. Più tardi, Megan viene arrestata da un agente di Prescott e portata da Hardman. Lui presume che stia lavorando con i loro nemici, ma lei rivela che voleva godersi una vita normale fuori dall'accademia, portando Hardman a lasciarla andare con un avvertimento. Megan e Liz partecipano entrambe a una festa in casa organizzata dal pagliaccio della classe della scuola, Gooch. Megan esce con Cash, mentre Liz si ubriaca e inizia a legare con Gooch, mentre 84 arriva alla festa, che si fa chiamare Heather. Megan presume che Hardman abbia mandato Heather a seguirla, ma Heather nega e cerca di sedurre Cash per irritarla. Alla fine Megan conquista l'attenzione di Cash e viene invitata da lui al ballo di fine anno.
La mattina dopo, Hardman avverte Megan che Knox è scappato dall'accademia. Liz la accompagna a scuola, ma vengono inseguiti da un assassino mascherato. Megan le rivela il suo segreto e fa schiantare le due auto, ma l'assassino scappa. Megan riconosce l'odore del profumo, identificando Heather. I due partono per l'ospedale, dove Roger e Gooch vanno a trovare le ragazze separatamente. Al ballo di fine anno, Megan si annoia con Cash e lo lascia prima di fare ammenda con Roger. Tuttavia, Heather si rivela essere l'accompagnatrice di Roger, provocando una lotta tra lei e Megan. Inoltre rivela di essersi unita all'operazione di Knox per avere la possibilità di uccidere Megan. Liz si avvicina di soppiatto a Heather e la pugnala alla gamba e i due scappano.
Megan e Liz tornano a casa e scoprono che Knox e i suoi mercenari hanno preso in ostaggio la signora Larson e Parker. Knox rivela di essere stata l'agente 1 di Prescott, ma se n'è andata e si è rivoltata contro di loro per averle rubato la vita. Hardman arriva con i rinforzi e sottomette Knox e i suoi mercenari. Megan usa un elicottero di Prescott per fermare Roger, che sta tornando a casa in auto. Racconta a Roger i suoi veri sentimenti per lui e i due si baciano prima di raggiungere Liz e Gooch sull'elicottero.
In una scena a metà dei titoli di coda, Heather incontra un ex scagnozzo di Knox e gli ordina di scoprire dove Megan andrà al college.

## Personaggi
- Megan Walsh, interpretata da Hailee Steinfeld
- Roger Marcus, interpretato da Thomas Mann
- Heather, interpretata da Sophie Turner
- Liz Larson, interpretata da Dove Cameron
- Cash Fenton, interpretato da Toby Sebastian
- Gooch, interpretato da Gabriel Basso
- Victoria Knox, interpretata da Jessica Alba
- Hardman, interpretato da Samuel L. Jackson

Altri interpreti secondari sono Jaime King, nel ruolo dell'analista Knight, Rachael Harris, nel ruolo della signora Larson, e Rob Huebel, che interpreta il signor Marcus, padre di Roger. Tra i vari si ricordano inoltre Alexandra Krosney (Cindy), Autumn Dial (Missy), Dan Fogler (signor Drumm), Bruno Gunn (Jones) e Finesse Mitchell (preside Weissman). Steve-O, noto stuntman della serie Jackass, interpreta Pedro.

## Produzione
Le principali riprese sono iniziate ad Atlanta, in Georgia, nel novembre 2013 e si sono concluse in dicembre.
Il 7 luglio 2014 è stato comunicato che Mateo Messina avrebbe composto la colonna sonora del film.
Inizialmente il film ha ricevuto una classificazione R dalla Motion Picture Association of America (MPAA), ma i produttori hanno fatto appello per la classificazione PG-13 senza dover tagliare o modificare alcuna scena. Dopo l'appello il film è stato classificato PG-13 per «materiale sessuale, adolescenti che bevono, linguaggio, riferimenti alla droga e alcuni atti di violenza».
I titoli di testa sono accompagnati dalla canzone originale You Don't Know Me eseguita da The Rumor Mill con Chetti.